# William M. Citron

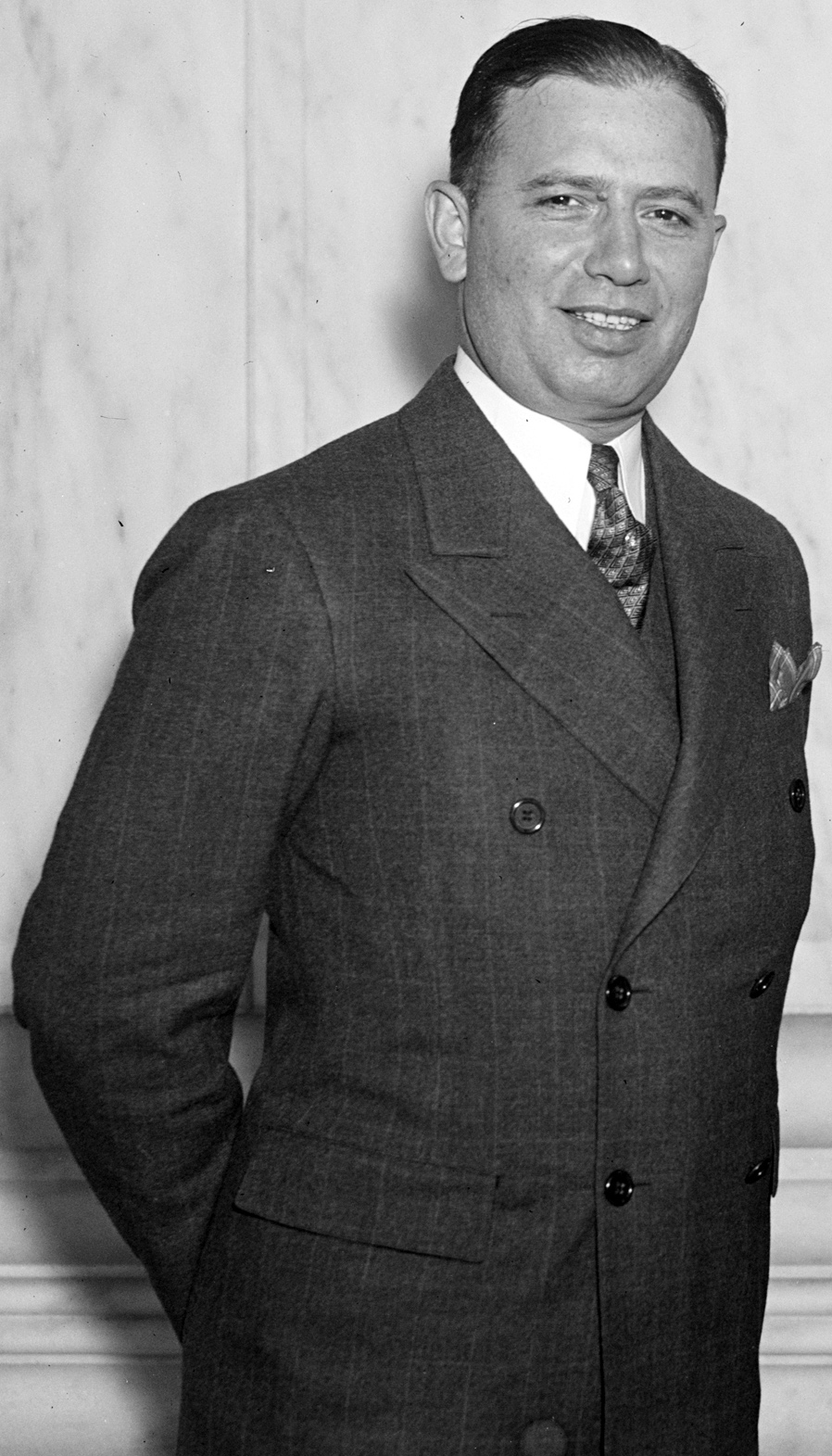
William M. Citron (1937)

William Michael Citron (* 29. August 1896 in New Haven, Connecticut; † 7. Juni 1976 in Titusville, Florida) war ein US-amerikanischer Politiker. Zwischen 1935 und 1939 vertrat er den Bundesstaat Connecticut im US-Repräsentantenhaus.

## Werdegang
Im Jahr 1899 kam William Citron mit seinen Eltern nach Middletown im Middlesex County. Dort besuchte er die öffentlichen Schulen und danach bis 1918 die Wesleyan University. In der letzten Phase des Ersten Weltkrieges wurde Citron im September 1918 Leutnant der Feldartillerie. Er kam aber wegen des Waffenstillstands im November desselben Jahres nicht mehr zum Fronteinsatz und schied am 14. Dezember 1918 wieder aus der US Army aus. Nach einem anschließenden Jurastudium an der juristischen Fakultät der Harvard University und seiner im Jahr 1922 erfolgten Zulassung als Rechtsanwalt begann er in Middletown in seinem neuen Beruf zu praktizieren.
Citron war Mitglied der Demokratischen Partei.  Zwischen 1927 und 1929 sowie nochmals von 1931 bis 1933 saß er als Abgeordneter im Repräsentantenhaus von Connecticut. Dort war er zeitweise Fraktionschef der Demokraten. In den Jahren 1928 und 1932 kandidierte er jeweils erfolglos für den Kongress. Von 1928 bis 1934 war Citron auch Mitglied des Stadtrats von Middletown; in den Jahren 1932 und 1933 gehörte er der Rentenkommission des Staates Connecticut an. Danach war er zwischen 1933 und 1935 bei der Verwaltung des Staatssenats angestellt.
Bei den Kongresswahlen des Jahres 1934, die für das sechste Abgeordnetenmandat von Connecticut staatsweit abgehalten wurden, wurde Citron in das US-Repräsentantenhaus in Washington, D.C. gewählt. Dort trat er am 3. Januar 1935 die Nachfolge des Republikaners Charles Montague Bakewell an. Nach einer Wiederwahl im Jahr 1936 konnte er bis zum 3. Januar 1939 zwei Legislaturperioden im Kongress absolvieren, während denen viele der New-Deal-Gesetze der Bundesregierung verabschiedet wurden. Bei den Wahlen des Jahres 1938 unterlag Citron gegen den Republikaner B. J. Monkiewicz. Zwischen 1940 und 1942 war er Vorsitzender der Baubehörde (Housing Authority) von Connecticut. Während des Zweiten Weltkrieges war Citron zwischen 1942 und 1944 zunächst als Hauptmann und dann als Major bei der Militärpolizei in Nordafrika eingesetzt. Im März 1944 musste er aus gesundheitlichen Gründen den Militärdienst quittieren; danach arbeitete er wieder als Anwalt.
Zwischen 1948 und 1949 war Citron Mitglied einer Kommission in Connecticut, die sich mit der Wiedereingliederung der Kriegsveteranen in das Berufsleben befasste. Von 1947 bis 1948 war er auch Vorsitzender des Verbands der Kriegsinvaliden in Connecticut. Im Jahr 1952 bewarb er sich erfolglos um eine Rückkehr in den Kongress. Danach ist er politisch nicht mehr in Erscheinung getreten. Er starb im Juni 1976 in Titusville und wurde in seiner Heimatstadt Middletown beigesetzt.